# Basidiodendron
Basidiodendron Rick (podstawkodrzewek) – rodzaj grzybów z rzędu uszakowców (Auriculariales).

## Charakterystyka
Wszystkie gatunki to nadrzewne grzyby saprotroficzne rosnące na pozbawionym kory drewnie w stanie zaawansowanego rozkładu. Bazydiokarpy rozpostarte, znacznie różniące się grubością i kolorem. W stanie świeżym bardzo młode tworzą na drewnie prawie niewidoczny nalot, podczas gdy stare są przeważnie dobrze widoczne. W stanie świeżym większość gatunków jest niebieskawo-szara, po wyschnięciu bladokremowa lub ochrowa z brązowawymi plamami. Hymenofor wszystkich gatunków w KOH zmienia się natychmiast na żółty. Z reguły gatunku nie daje się ustalić tylko na podstawie wyglądu bazydiokarpu, konieczne jest badanie mikroskopowe. Mikroskopowo rodzaj charakteryzuje się podstawkami z przegrodami i pozostałościami starych podstawek w inwolukrelum, oraz obecnością zwykle licznych gleocystyd. Bazydiospory gładkie, tylko u jednego gatunku szorstkie.

## Systematyka i nazewnictwo
Pozycja w klasyfikacji: Incertae sedis, Auriculariales, Incertae sedis, Agaricomycetes, Agaricomycotina, Basidiomycota, Fungi (według Index Fungorum).
Polską nazwę zaproponował Władysław Wojewoda w 2003 r., wcześniej używał nazwy suchodrzewek.
Gatunki występujące w Polsce:
- Basidiodendron burtii (Bres.) Wojewoda 1981
- Basidiodendron caesiocinereum (Höhn. & Litsch.) Luck-Allen 1963 – podstawkodrzewek błękitnawy
- Basidiodendron cinereum (Bourdot & Galzin) Luck-Allen 1963 – podstawkodrzewek ochrowy
- Basidiodendron eyrei (Wakef.) Luck-Allen 1963[4]

Nazwy naukowe na podstawie Index Fungorum. Wykaz gatunków i nazwy polskie według Władysława Wojewody i innych.